# بدوكال

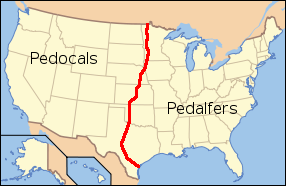
الحد الفاصل لمربوط بين البـِدوكال/بدالفر تقع بالقرب من خط الزوال 98 وهطول أمطار 30 بوصة سنوياً. (انظر: مربوط 1935)

البدوكال (بالإنجليزية: Pedocal)‏ هي التربة المنتشرة في المناطق الجافة. وهي نوع من التربة يكون فقيراً في المادة العضوية، بينما يكون غنياً في الكالسيوم الناتج من كربونات الكالسيوم، بالإضافة إلي معادن أخرى قابلة للذوبان.
وتتواجد البيدوكال في جنوب غرب الولايات المتحدة الأمريكية وما يشبهها من المناطق. وفي مثل هذا المناخ وبين فترات سقوط الأمطار، فإن الكثير من ماء التربة يسحب إلي قرب السطح ويتبخر، تاركا عقيدات مترسبة وكرات صغيرة من كربونات الكالسيوم، غالبا في الطبقة الوسطي من التربة. وتربة البيدوكال لا تكون خصبة مثل تربة البدالفر Pedalfer، حيث إن التركيب المعدني والجفاف لا يسمحان بوجود نسبة عالية من الكائنات الحية في التربة.
وقد وجد علماء التربة أن الأتربة التي تحملها الرياح يمكن أن تساهم أيضا في تراكم الأملاح في تربة المناطق الجافة، حيث كونت الكربونات طبقة صلبة غير منفذة في قطاع التربة في منطقة شاسعة جنوب غرب الولايات المتحدة، تتكون من كربونات الكالسيوم البيضاء المعروفة بالكاليش (قشرة كلسية).
البدوكال أو (المناخ الجاف)، حيث تكون تربة في المناطق الجافة تكون رقيقة، بسبب نقص المياه وغياب الغطاء النباتي، مما يعوق التجوية. وفي المناطق الجافة الباردة، حيث تكون التجوية الكيميائية بطيئة جدا، فإن تأثير الصخر الأصلي يكون هو العامل السائد، حتي ولو تم تكوين التربة على مدي زمني طويل. ونتيجة لذلك، يحتوي (النطاق –أ) على الكثير من معادن وكسرات الصخر الأصلي التي لم يتم تجويتها. وعندما تكون الأمطار ضئيلة جدا لكي تذيب كميات معقولة من المعادن القابلة للذوبان، فتبقي هذه المعادن في (نطاق –أ).